# Экзина

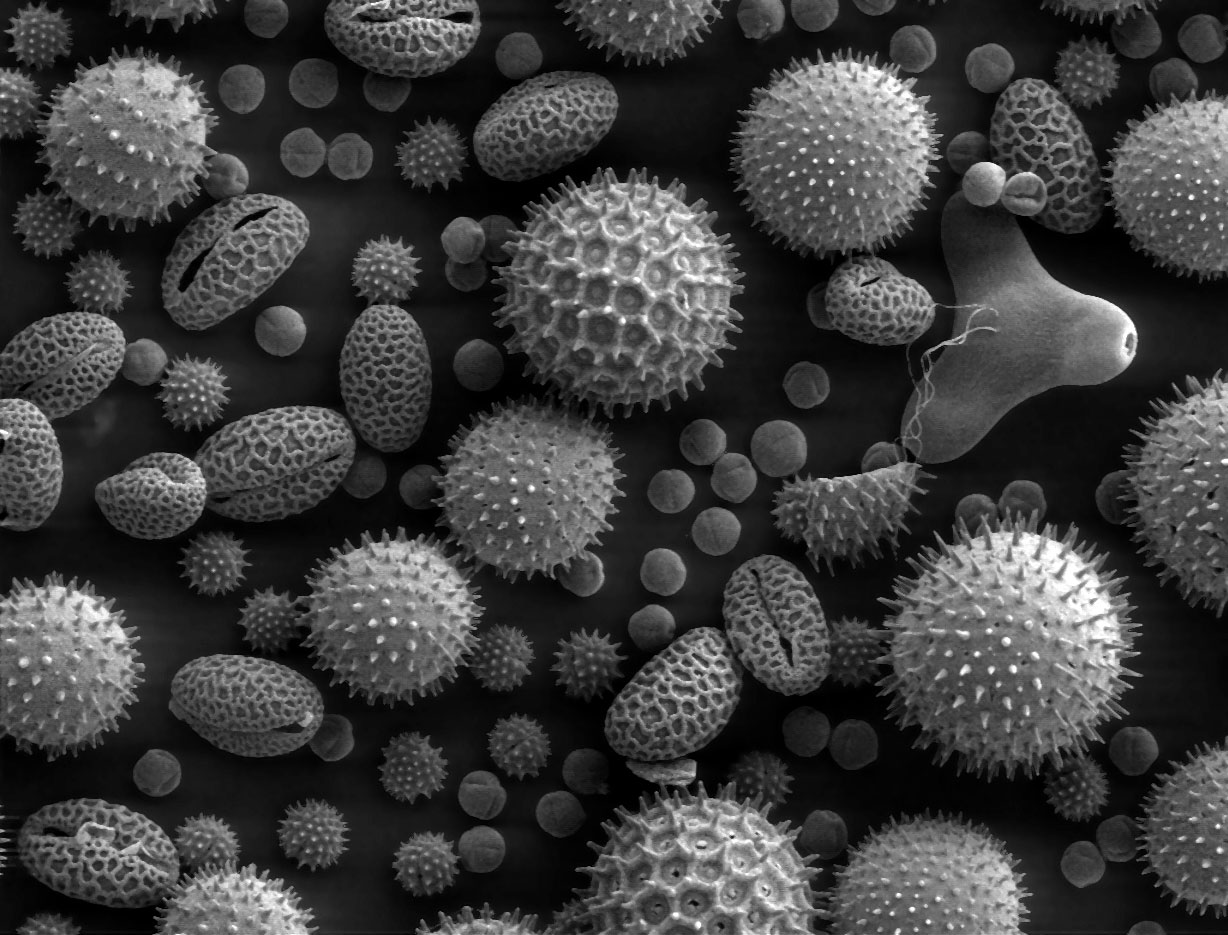
Формы пыльцы растений

Экзина, эксина — наружная утолщённая оболочка пыльцы растений и спор в отличие от тонкой внутренней оболочки, получившей название интины. Экзина является прежде всего защитным покровом для пыльцевого зёрнышка; потому экзина толста и кутинизирована.

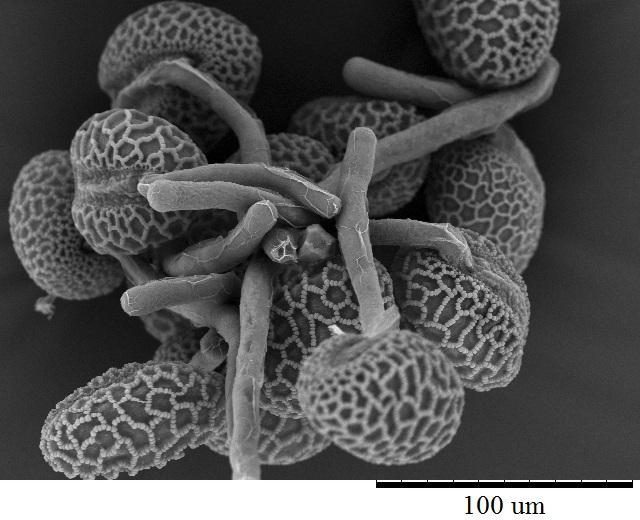
Пыльцевые трубки у лилии

Защищая пылинку от высыхания, экзина не препятствует в то же время проникновению воды к заключённому внутри неё протопласту. Некоторые места экзины остаются неутолщенными и легко проницаемыми для воды. Эти же места, когда протопласт разбухнет от воды и пылинка начнёт «прорастать», легко разрываются; сквозь получившееся отверстие выпячивается наружу содержимое пылинки, одетое легко растяжимой, тонкой интиной и вытягивающееся в конце концов в длинную «пыльцевую трубку» (см. фото слева).

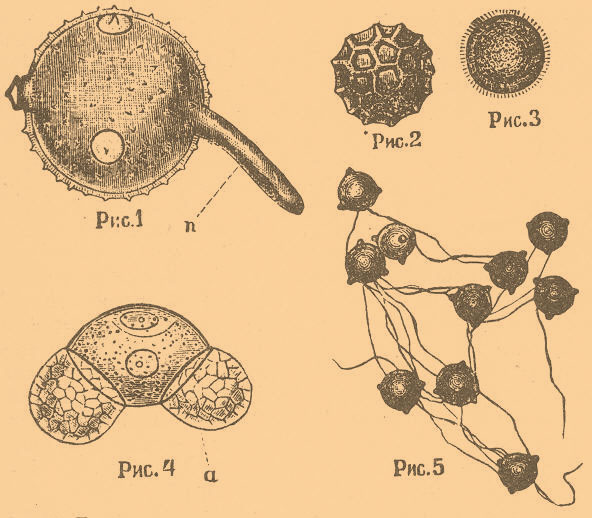
Фиг. 1. Прорастающее пыльцевое зёрнышко тыквы, n — пыльцевая трубка. — Фиг. 2. Пылинка Cobaea scandens. — Фиг. 3. Пылинка просвирняка. — Фиг. 4. Пылинка сосны (Pinus montana) с воздушными пузырями (а). Фиг. 5. Группа пыльцевых зёрнышек, склеенных липкими нитями у иван-чая.

В более простых случаях такие тонкие места в экзине имеют вид простых углублений округлой формы; в более сложных случаях места выхождения пыльцевых трубочек обнаруживают нередко очень оригинальное устройство: так, например, у тыквы они имеют вид легко сваливающейся крышечки, так как тонкие места в экзине имеют здесь форму кольцеобразной выемки (см. фиг. 1). Что касается строения экзины, то часто удаётся обнаружить в ней исчерченность, как будто она сложена из маленьких тоненьких столбиков (см. фиг. 1); внешний же вид экзины бывает чрезвычайно разнообразен, причём в общем свойства экзины обусловливаются способом опыления у соответствующего растения. У растений, опыляемых ветром (анемофильные растения), экзина гладкая, сухая, так что круглые по большей части пылинки легко отделяются друг от друга и в виде тонкой пыли разносятся ветром. Оригинальное приспособление к передвижению пыльцы по воздуху мы встречаем у различных хвойных растений: экзина у них вздута по бокам пылинки в два воздушных мешка. Это настолько уменьшает удельный вес зернышка, что оно долго летает по воздуху, приподнимаясь кверху даже при самом слабом восходящем токе. Что касается растений, опыляемых насекомыми (энтомофильные растения), то экзина у них по большей части снабжена различного рода выростами, гребнями, шипиками. Кроме того, снаружи экзина покрыта слоем жира или бесформенными скоплениями клейкого вытягивающегося в нити вещества — «висцина». Эти особенности обусловливают то, что пылинки у энтомофильных растений легко соединяются между собой в комочки и легко прилипают к насекомым. Когда было установлено родство между цветковыми растениями и высшими споровыми (папоротникообразными) и когда оказалось, что пылинка соответствует споре (микроспоре) этих последних, пришлось распространить название экзины и на наружную оболочку споры папоротникообразных, носящую ещё название «экзоспория». С точки зрения упомянутого родства получает особый интерес то обстоятельство, что зародышевый мешок голосеменных растений, соответствующий макроспоре папоротникообразных, ещё одет довольно толстой кутинизированной двуслойной оболочкой, обладает, следовательно, экзиной.

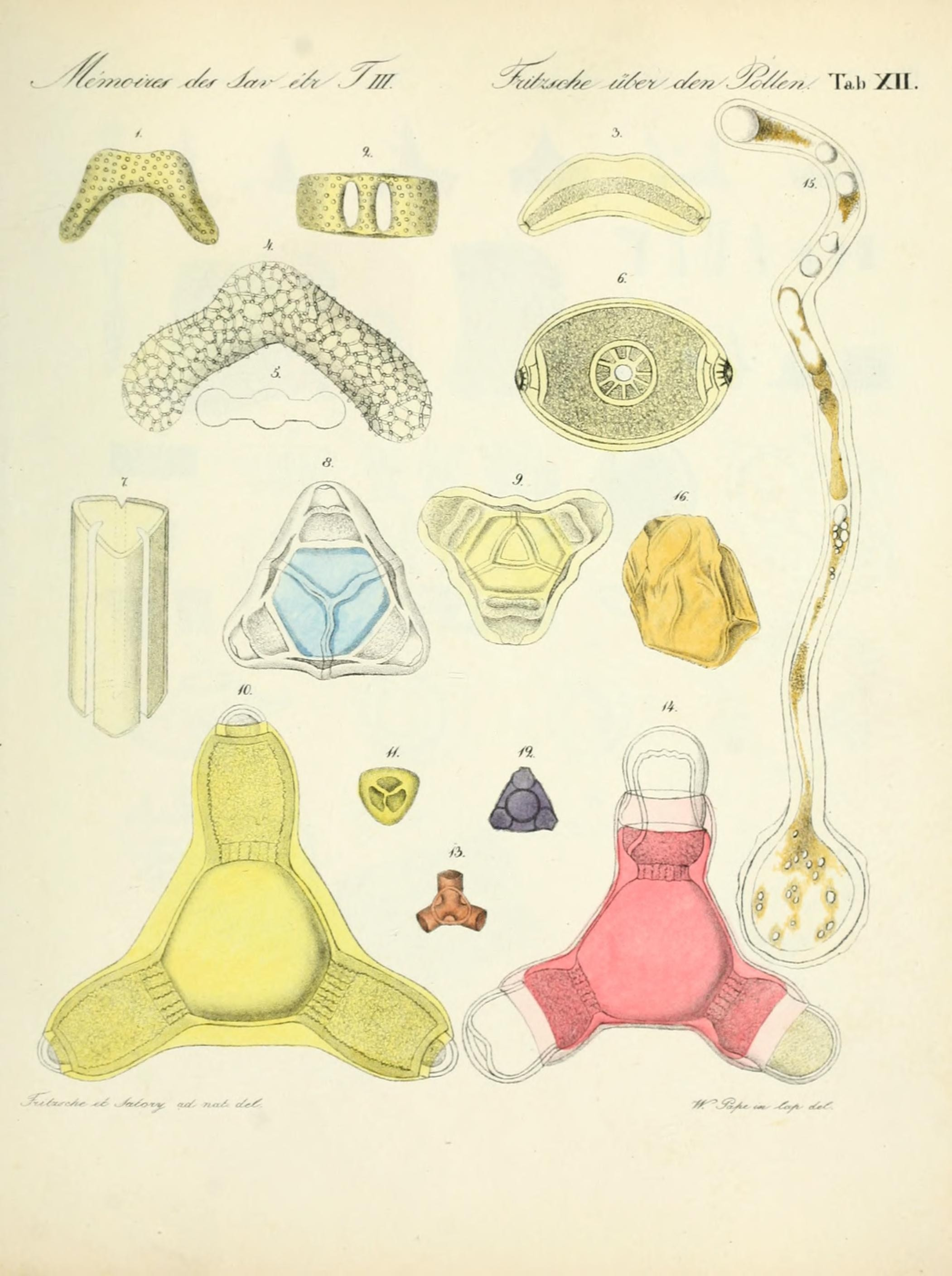
Зарисовки пыльцы из книги Фрицше «О пыльце» (1837)

Tермины «интина» и «экзина» были введены в 1837 году русским учёным немецкого происхождения Ю. Ф. Фрицше.